# Shane Mosley
Shane Donte Mosley (Lynwood, 7 settembre 1971) è un ex pugile statunitense.
Annoverato tra i migliori pugili degli anni novanta e duemila, ha conquistato titoli mondiali in tre diverse categorie di peso. È stato campione IBF dei leggeri, WBC dei welter, WBA e WBC dei superwelter.
Soprannominato "Sugar" in memoria del campione Sugar Ray Robinson, nel corso della sua carriera è stato nominato Fighter of the Year nel 1998 dalla BWAA e da The Ring, e nel 2000 dalla International Boxing Hall of Fame. Tra il 2000 ed il 2001 era considerato, sempre da The Ring, come il miglior pugile pound for pound in circolazione. Malgrado aver annunciato il proprio ritiro nel 2012 e nuovamente nel 2013, Mosley è tornato sui propri passi in entrambe le occasioni tornando a combattere sul ring ad oltre 40 anni compiuti. Si ritirò definitivamente nel 2017.

## Biografia

### Origini
Shane Mosley è nato a Lynwood (California), il 7 settembre 1971. Ha iniziato ad appassionarsi al pugilato all'età di 8 anni.

## Carriera

### Carriera da dilettante
Mosley è stato uno straordinario dilettante, arrivando a partecipare a numerosi eventi nazionali ed internazionali conquistando vari titoli amatoriali, tra cui:
1988 Partecipò ai Campionati Mondiali Jr. all'Avana, Cuba in cui fu sconfitto dal Pugile Italiano Genesio Marro (60kg)
1989 Campione amatoriale degli Stati Uniti al peso leggero di 132 libbre (60 kg)
Medaglia d'argento ai Campionati Mondiali Junior 1989 a San Juan, Porto Rico 132 libbre (60 kg)
1990 Campione amatoriale degli Stati Uniti al peso leggero di 132 libbre (60 kg)
Medaglia di bronzo ai Goodwill Games del 1990 a Seattle (USA) 132 libbre (60 kg)
1992 Campione amatoriale degli Stati Uniti ai pesi welter leggeri 139 libbre (63 kg)
Da dilettante, Mosley ha realizzato un record di 250–16.

### Carriera da professionista

#### Campione imbattuto
Sugar Shane ha iniziato la sua carriera professionistica l'11 febbraio 1993, contro l'ex campione dello stato della California Greg Puente. Pur essendo un nuovo arrivato Shane ha subito dimostrato di avere le carte in regola per diventare uno dei migliori, riuscendo a sconfiggere l'avversario in cinque riprese. A causa di difficoltà promozionali l'inizio della sua carriera è partito in sordina, divenne noto nel panorama pugilistico poco prima del suo match contro il campione Phillip Holiday, nel quale si è presentato con un record professionale di 23-0 (22 KO prima del limite). Nell'incontro Mosley ha dato dimostrazione di forza e velocità, trainando l'avversario per 12 round e uscendo dall'arena come nuovo campione IBF dei leggeri.
A questa convincente vittoria è seguita quella per KO su Manuel Gomez.
Dopo la gara Shane ha attraversato un periodo positivo, inanellando una serie di vittorie consecutive. La sua striscia di successi ha attirato l'attenzione di molta gente perciò Mosley si stava ritagliando un posto tra i migliori. Dopo il KO di Sugar ai danni di John John Molina, l'allora commentatore HBO nonché campione sul ring Roy Jones Jr. ha detto di lui: "È il miglior peso leggero della storia, forse dopo Roberto Duran."
Nel 1998 ha difeso la sua corona cinque volte, vincendo in tutte le occasioni per KO. Questa valida annata gli ha valso il titolo di Fighter of the Year. Il presidente della BWAA Chhris Thorne ha detto al riguardo: "Sugar ha portato molta classe alla boxe nel 1998. Merita tutto ciò che sta ricevendo."
A questi successi dentro e fuori dal ring è seguita la sua nomina come 13º tra i migliori pesi leggeri di sempre, dalla rivista The Ring. Mosley ha continuato a imporsi tra gli avversari anche nel 1999, difendendo il titolo altre due volte e vincendo sempre per KO, prima di iniziare a trovare difficoltà nel raggiungere il peso di 135 libbre. Anche se era più semplice per lui passare ai welters jr. (140 libbre), Sugar ha deciso di avanzare direttamente nella divisione dei welters, dove secondo lui militavano i rivali più tosti.
Al 2000 il record di Mosley ammontava a 38-0, con 36 vittorie per KO.

#### Mosley VS De La Hoya e lo scandalo BALCO
Il 17 giugno 2000 Mosley ha affrontato Óscar de la Hoya a Los Angeles per il titolo WBC dei pesi welters. Dopo dodici riprese Mosley è riuscito a trionfare per Split Decision. Durante l'incontro nessuno dei due è caduto al tappeto ma al termine della gara tutti e due sono usciti con volti piuttosto gonfi e danneggiati; De La Hoya ha riportato anche ferite al naso. Mosley ha guadagnato un minimo di $15.000.000 mentre De La Hoya si è assicurato $35.000.000. Prima del loro rematch nel 2003, è stato rivelato che Mosley ha fatto uso di doping. Nell'atteso rematch Sugar Shane è riuscito nuovamente a sconfiggere De La Hoya, grazie a forti prestazioni nei round finali.
L'incontro tra il Golden Boy Óscar de la Hoya e Shane Mosley è stato macchiato nel 2007 da uno strascico dello scandalo BALCO. Secondo quanto riportato da Jeff Novitzky, investigatore del caso BALCO, Mosley avrebbe fatto uso di EPO fino a 5 giorni prima del match del 2003 contro De la Hoya. Mosley successivamente ha ammesso di aver inconsapevolmente fatto uso di steroidi. De la Hoya non ha mai fatto menzione di voler agire legalmente per sovvertire l'esito del match in suo favore (l'esito dell'incontro diverrebbe o una squalifica per Mosley o un No Contest).

#### Mosley VS Forrest I & II
Dopo una serie di difese del titolo dei welters contro avversari poco quotati, è arrivato il turno dell'olimpionico Vernon Forrest. Nelle prime battute del 2º round, i due pugili si sono scontrati di testa e Sugar Shane ha riportato una ferita al capo. L'arbitro ha fermato l'incontro per qualche istante. Quando i due hanno ricominciato a combattere, Forrest ha atterrato al tappeto Mosley per due volte. I punteggi finali hanno decretato Forrest vincitore per 115-110, 117-108 e 118-108.
Sei mesi dopo, al Conseco Fieldhouse nell'Indiana, si è tenuto un rematch tra Forrest e Mosley. Tuttavia Sugar ha perso anche in questa occasione ai punti dopo 12 riprese.

#### L'approdo ai superwelter e l'assalto al titolo
L'8 febbraio 2003 Sugar Shane ha fatto il suo ritorno sul ring contro l'ex campione IBF dei medioleggeri Raúl Márquez. L'incontro, terminato con un no contest, è stato caratterizzato da due testate involontarie di Mosley ai danni dell'avversario, causandogli tagli veramente profondi sopra gli occhi.
Il 13 settembre del medesimo anno Shane ha nuovamente incontrato davanti a sé Óscar de la Hoya, campione WBC e WBA dei medioleggeri. Mosley è riuscito a trionfare per decisione unanime, unendosi al gruppo di campioni del mondo che hanno regnato in tre o più divisioni. Dopo il match Sugar ha ammesso di essersi iniettato degli agenti dopanti prima del match con il pugile di origini messicane.

#### Mosley VS Cotto
il 10 novembre 2007, al Madison Square Garden, Sugar Shane ha affrontato l'imbattuto campione portoricano della WBA Miguel Cotto in un incontro in Pay Per View teletrasmesso dalla HBO. Cotto è riuscito a trionfare per una stretta decisione unanime, dopo aver vissuto uno dei match più belli e intensi dell'anno.
"Mosley mi ha colpito con alcuni pugni veramente forti. Tuttavia mi sono allenato in palestra per affrontare questo tipo di colpi", ha detto Cotto in un'intervista post incontro.
Dopo la sconfitta Mosley si era accordato per affrontare Zab Judah a Las Vegas il 31 maggio 2007, ma dopo un infortunio subito da quest'ultimo la gara non si è più svolta.

#### Mosley VS Mayorga
Nell'agosto 2008, fu annunciato che Mosley avrebbe combattuto un match nella categoria pesi superwelter contro l'ex campione del mondo Ricardo Mayorga. Il match si svolse presso l'Home Depot Center in California il 27 settembre 2008. Fu la prima volta dal 2000 che Mosley combatteva nel suo Stato natale. L'incontro era per il vacante titolo WBA Inter-Continental. A Mosley fu garantito un premio di 1 milione di dollari. Durante i primi tre round, i colpi più duri furono messi a segno da Mayorga. Mosley riuscì a "prendere la misura" all'avversario a partire dal quarto round. Verso la fine dell'undicesimo round, Mosley sferrò un destro al volto di Mayorga che gli fece uscire del sangue dalla bocca. Con meno di un minuto alla fine del match, Mayorga cadde al tappeto sulle ginocchia. Egli si rialzò ma ormai aveva le gambe malferme; e Mosley lo mandò nuovamente al tappeto sul suono della gong e l'arbitrò decretò la fine dell'incontro per KO.

#### Mosley VS Mayweather
Il 1º maggio 2010 fu annunciato che Mosley avrebbe affrontato l'imbattuto Floyd Mayweather. I puristi della boxe erano in attesa di questo incontro da anni. Mosley avrebbe dovuto combattere con il campione WBC Andre Berto in un match di unificazione dei titoli, ma Berto dovette dare forfait a causa del terremoto che colpì Haiti nel 2010 nel quale erano periti alcuni suoi familiari. Il titolo WBA di Mosley non era in palio perché Mayweather si rifiutò di pagare le tasse WBA. La sera del match, Mosley, dopo un inizio incoraggiante, venne dominato da Mayweather battendolo ai punti con ampio margine (119–109, 119–109, e 118–110).
Il 22 maggio 2010, Mosley venne privato del suo titolo WBA (Super) dei pesi welter, per scarsa difesa dello stesso, fatto che rese il campione WBA V'jačeslav Senčenko l'unico detentore di un titolo WBA nella divisione pesi welter.

#### Mosley VS Mora

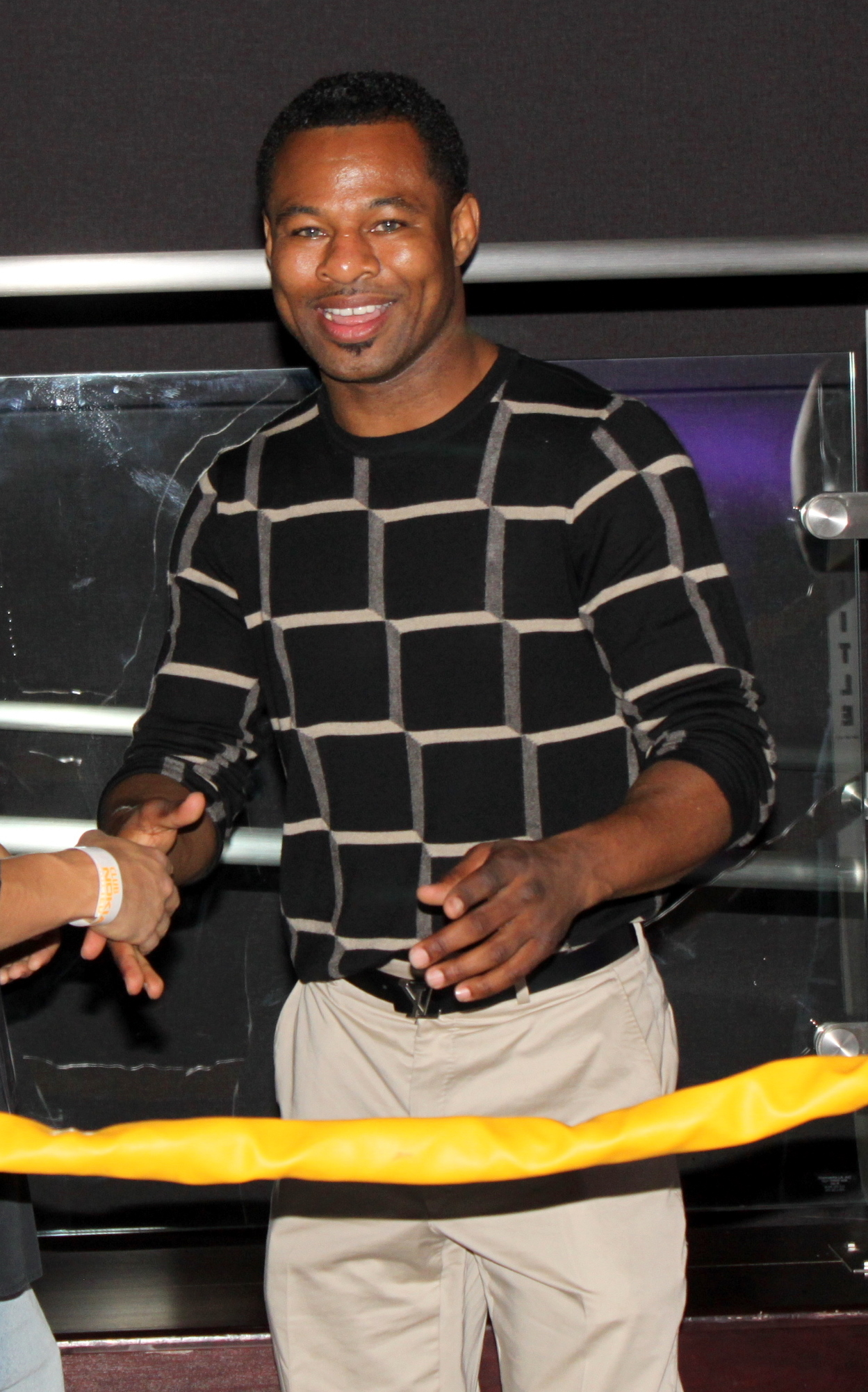
Mosley al Club Nokia nel settembre 2010

Il 30 giugno 2010 venne annunciato che il prossimo sfidante di Mosley sarebbe stato l'ex campione WBC dei pesi superwelter Sergio Mora allo Staples Center di Los Angeles il 18 settembre. Una conferenza stampa ufficiale di presentazione del match si tenne alla fine di agosto. L'incontro terminò in pareggio con un verdetto altamente controverso, con molti che ritenevano Mosley il vero vincitore. Il punteggio assegnato dai giudici di gara fu: Mora 115–113, Mosley 116–112 e 114–114.

#### Mosley VS Pacquiao
Il 7 maggio 2011, Mosley perse contro Manny Pacquiao un match con in palio il titolo WBO dei pesi welter svoltosi all'arena MGM Grand di Las Vegas. Il rapper LL Cool J si esibì prima dell'inizio del match. Pacquiao mise al tappeto Mosley al terzo round con un sinistro al volto. Mosley rimase scosso dal colpo ricevuto ma riuscì a rialzarsi. Pacquiao vinse ai punti con giudizio unanime (119–108, 120–108, e 120–107).

### Primo ritiro
Mosley si ritirò ufficialmente dal ring dopo il match con Álvarez, con un record in carriera di 46-8-1, con 39 KO. Negli ultimi quattro combattimenti aveva rimediato tre sconfitte e un pareggio.

#### Mosley VS Cano
Il 19 marzo 2013, Mosley annunciò che sarebbe uscito dal ritiro per affrontare il ventitreenne Pablo César Cano a Cancún, in Messico. L'incontro ebbe luogo il 18 maggio 2013. Mosley si aggiudicò il match ai punti con verdetto unanime. Con la vittoria, Mosley acquisì il vacante titolo WBC International dei pesi welter, primo titolo professionale sin dal 2009.

#### Mosley VS Mundine
Il 27 novembre 2013 Mosley affrontò Anthony Mundine all'Allphones Arena di Sydney, in Australia. Il match avrebbe dovuto svolgersi il 23 ottobre, ma Mosley diede forfait per motivi contrattuali, secondo il promoter Richard Schaeffer. Il match terminò al sesto round per ritiro di Shane Mosley a causa di dolori alla schiena, dando a Mundine la vittoria per TKO.

### Secondo ritiro

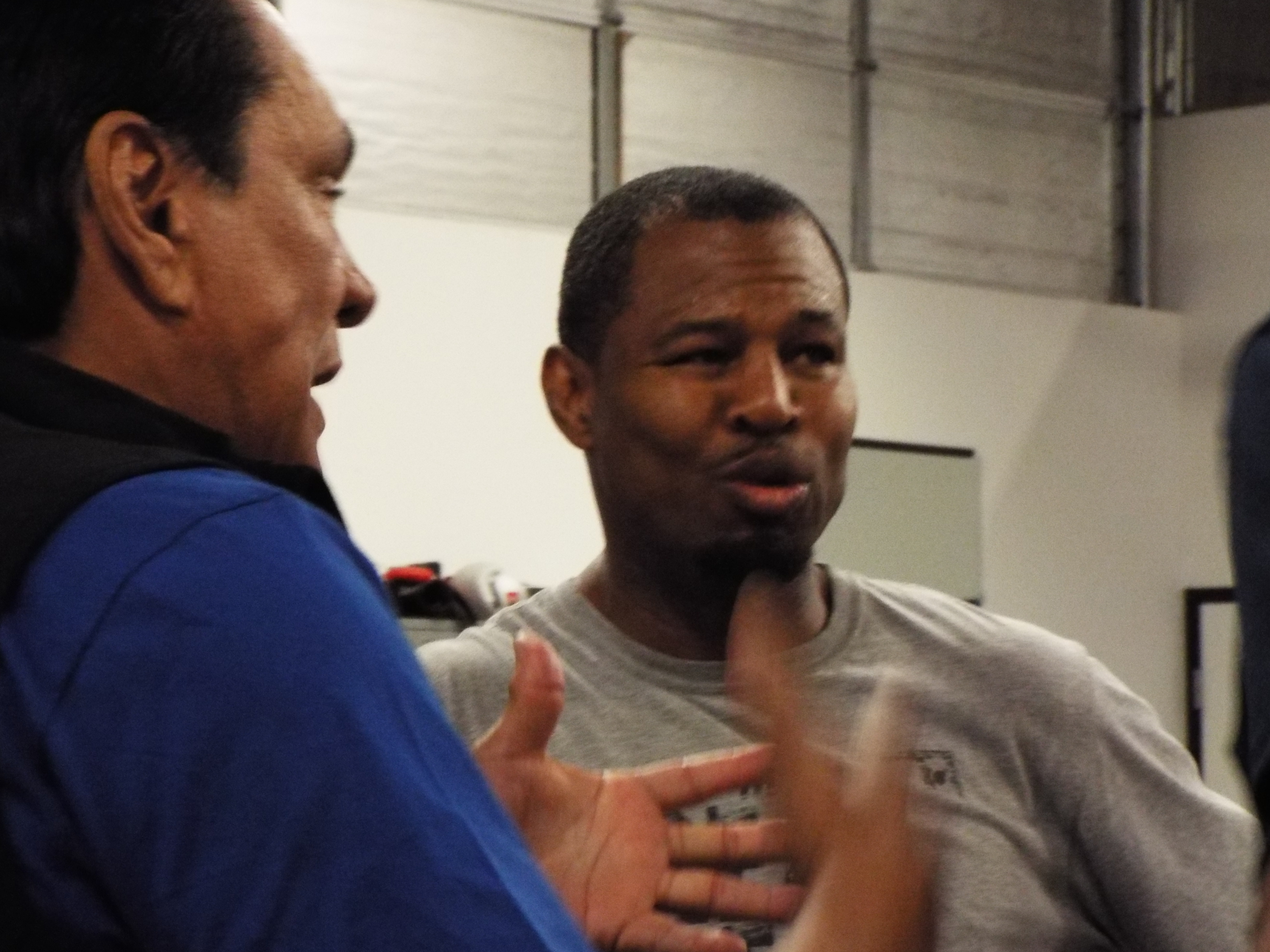
Mosley con il suo allenatore Roberto Durán, 2016

Mosley annuncia nuovamente di volersi ritirare il 7 dicembre 2013. Dichiara di voler diventare un trainer, così da allenare suo figlio, Shane Jr., e altri giovani pugili.

#### Mosley VS Mayorga II
Il 9 luglio 2015 Mosley dichiarò che sarebbe tornato a combattere, uscendo dal ritiro, per sfidare l'ex rivale Ricardo Mayorga il 29 agosto al The Forum di Los Angeles. Il 14 agosto Don King intentò causa affermando che Mayorga era ancora sotto contratto con lui tramite un accordo che risaliva al 2009. Mayorga era tornato a combattere nel 2014. I documenti legali dimostravano che Mayorga, al suo ritorno sul ring nel 2014, aveva firmato una carta, confermando che l'accordo con King era ancora valido. Durante la conferenza stampa prima del match, la ragazza di Mosley, coinvolta nella promozione dell'incontro, svuotò una bottiglietta d'acqua in testa a Mayorga. Mayorga non reagì alla provocazione, sebbene più tardi sembrò che l'avesse sculacciata. Infuriato, Mosley cercò di strangolare Mayorga. Molti addetti ai lavori, inclusa la dirigenza WBC, affermarono che il tutto era stato orchestrato di comune accordo dai due pugili per "fare scena". Mosley vinse l'incontro per TKO al sesto round.

#### Mosley VS López
Il 2 dicembre 2015 fu annunciato che Mosley, il 17 dicembre, avrebbe sfidato il trentasettenne venezuelano Patrick López alla Roberto Durán Arena di Panama, in un match per il titolo WBA Continental dei pesi superwelter. Entrambi i pugili arrivarono all'incontro sfiorando i limiti massimi della categoria di peso, con Mosley leggermente più pesante e López al primo combattimento in oltre un anno. López fu messo KO al secondo round con un gancio sinistro e altre tre volte nel decimo round, dando così la vittoria a Mosley per TKO.

#### Mosley VS Avanesyan
Il 28 marzo 2016 fu comunicato che Mosley avrebbe sfidato il campione WBA Interim dei pesi welter David Avanesyan alla Gila River Arena di Glendale, Arizona, il 28 maggio. Prima che l'incontro fosse annunciato, la leggenda del pugilato Roberto Durán divenne l'allenatore di Mosley. Mosley perse l'incontro ai punti. Avanesyan si aggiudicò tutti i cartellini dei giudici (117-110, 117-110, 114-113).

### Ritiro definitivo
Il 16 agosto 2017 Mosley ha annunciato il suo ritiro dal ring dopo 24 anni da professionista. Parlando a ESPN, disse che il suo corpo ormai non era più in grado di sostenere allenamenti massivi. In una dichiarazione ufficiale, egli disse:
(Shane Mosley)
Mosley si è ritirato con un record di 61 incontri, con 49 vittorie, 10 sconfitte, 1 pareggio e un no contest.

## Vita privata
Attualmente vive a La Verne, California.
Mosley è stato sposato e ha quattro figli. Nel novembre 2002, Mosley si è sposato con Jin Sheehan. La coppia ha avuto tre figli prima di divorziare nel 2010. L'altro figlio di Mosley, Shane Mosley Jr., proviene da una sua precedente relazione. Anche Mosley Jr. è un pugile, e ha debuttato tra i professionisti nel 2014.

## Record professionale
| N. | Risultato | Record      | Avversario           | Metodo | Round, tempo  | Data              | Luogo                                | Note |
| -- | --------- | ----------- | -------------------- | ------ | ------------- | ----------------- | ------------------------------------ | --- |
| 61 | Sconfitta | 49–10–1 (1) | David Avanesyan      | UD     | 12            | 28 maggio 2016    | Glendale, Stati Uniti d'America      | Per il titolo WBA interim dei pesi welter.                                                               |
| 60 | Vittoria  | 49–9–1 (1)  | Patrick López        | TKO    | 10 (10), 2:00 | 17 dicembre 2015  | Panama, Panama                       | Vince il vacante titolo WBA Continental dei pesi superwelter.                                            |
| 59 | Vittoria  | 48–9–1 (1)  | Ricardo Mayorga      | KO     | 6 (12), 2:59  | 29 agosto 2015    | Inglewood, Stati Uniti d'America     | |
| 58 | Sconfitta | 47–9–1 (1)  | Anthony Mundine      | RTD    | 7 (12), 3:00  | 27 novembre 2013  | Sydney, Australia                    | Per il vacante titolo WBA International dei pesi superwelter.                                            |
| 57 | Vittoria  | 47–8–1 (1)  | Pablo César Cano     | UD     | 12            | 18 maggio 2013    | Cancún, Messico                      | Vince il vacante titolo WBC International dei pesi welter.                                               |
| 56 | Sconfitta | 46–8–1 (1)  | Canelo Álvarez       | UD     | 12            | 5 maggio 2012     | Paradise, Stati Uniti d'America      | Per il titolo WBC dei pesi superwelter.                                                                  |
| 55 | Sconfitta | 46–7–1 (1)  | Manny Pacquiao       | UD     | 12            | 7 maggio 2011     | Paradise, Stati Uniti d'America      | Per il titolo WBO dei pesi welter.                                                                       |
| 54 | Pareggio  | 46–6–1 (1)  | Sergio Mora          | SD     | 12            | 18 settembre 2010 | Los Angeles, Stati Uniti d'America   | |
| 53 | Sconfitta | 46–6 (1)    | Floyd Mayweather Jr. | UD     | 12            | 1 maggio 2010     | Paradise, Stati Uniti d'America      | |
| 52 | Vittoria  | 46–5 (1)    | Antonio Margarito    | TKO    | 9 (12), 0:43  | 24 gennaio 2009   | Los Angeles, Stati Uniti d'America   | Vince il titolo WBA (Super) dei pesi welter.                                                             |
| 51 | Vittoria  | 45–5 (1)    | Ricardo Mayorga      | TKO    | 12 (12), 2:59 | 27 settembre 2008 | Carson, Stati Uniti d'America        | Vince il vacante titolo WBA Intercontinental dei pesi superwelter.                                       |
| 50 | Sconfitta | 44–5 (1)    | Miguel Cotto         | UD     | 12            | 10 novembre 2007  | New York, Stati Uniti d'America      | Per il titolo WBA dei pesi welter.                                                                       |
| 49 | Vittoria  | 44–4 (1)    | Luis Collazo         | UD     | 12            | 10 febbraio 2007  | Paradise, Stati Uniti d'America      | Vince il titolo WBC interim dei pesi welter.                                                             |
| 48 | Vittoria  | 43–4 (1)    | Fernando Vargas      | TKO    | 6 (12), 2:38  | 15 luglio 2006    | Paradise, Stati Uniti d'America      | |
| 47 | Vittoria  | 42–4 (1)    | Fernando Vargas      | TKO    | 10 (12), 1:22 | 25 febbraio 2006  | Paradise, Stati Uniti d'America      | |
| 46 | Vittoria  | 41–4 (1)    | José Luis Cruz       | UD     | 10            | 17 settembre 2005 | Paradise, Stati Uniti d'America      | |
| 45 | Vittoria  | 40–4 (1)    | David Estrada        | UD     | 10            | 23 aprile 2005    | Paradise, Stati Uniti d'America      | |
| 44 | Sconfitta | 39–4 (1)    | Winky Wright         | MD     | 12            | 20 novembre 2004  | Paradise, Stati Uniti d'America      | Per i titoli WBA (Unificato), WBC e The Ring dei pesi superwelter.                                       |
| 43 | Sconfitta | 39–3 (1)    | Winky Wright         | UD     | 12            | 13 marzo 2004     | Paradise, Stati Uniti d'America      | Perde i titoli WBA (Unificato), WBC e The Ring dei pesi superwelter. Per il titolo IBF pesi superwelter. |
| 42 | Vittoria  | 39–2 (1)    | Oscar De La Hoya     | UD     | 12            | 13 settembre 2003 | Paradise, Stati Uniti d'America      | Vince i titoli WBA (Unificato), WBC, IBA e The Ring dei pesi superwelter.                                |
| 41 | NC        | 38–2 (1)    | Raúl Márquez         | NC     | 3 (12), 2:41  | 8 febbraio 2003   | Paradise, Stati Uniti d'America      | |
| 40 | Sconfitta | 38–2        | Vernon Forrest       | UD     | 12            | 20 luglio 2002    | Indianapolis, Stati Uniti d'America  | Per i titoli WBC e The Ring dei pesi welter.                                                             |
| 39 | Sconfitta | 38–1        | Vernon Forrest       | UD     | 12            | 26 gennaio 2002   | New York, Stati Uniti d'America      | Perde il titolo WBC dei pesi welter. Per il vacante titolo The Ring dei pesi welter.                     |
| 38 | Vittoria  | 38–0        | Adrian Stone         | TKO    | 3 (12), 2:01  | 21 luglio 2001    | Paradise, Stati Uniti d'America      | Mantiene il titolo WBC dei pesi welter.                                                                  |
| 37 | Vittoria  | 37–0        | Shannan Taylor       | RTD    | 6 (12), 3:00  | 10 marzo 2001     | Paradise, Stati Uniti d'America      | Mantiene il titolo WBC dei pesi welter.                                                                  |
| 36 | Vittoria  | 36–0        | Antonio Díaz         | TKO    | 6 (12), 1:36  | 4 novembre 2000   | New York, Stati Uniti d'America      | Mantiene il titolo WBC dei pesi welter.                                                                  |
| 35 | Vittoria  | 35–0        | Oscar De La Hoya     | SD     | 12            | 17 giugno 2000    | Los Angeles, Stati Uniti d'America   | Vince i titoli WBC e IBA dei pesi welter.                                                                |
| 34 | Vittoria  | 34–0        | Willy Wise           | TKO    | 3 (10), 2:28  | 22 gennaio 2000   | Paradise, Stati Uniti d'America      | |
| 33 | Vittoria  | 33–0        | Wilfredo Rivera      | KO     | 10 (10), 2:38 | 25 settembre 1999 | Temecula, Stati Uniti d'America      | |
| 32 | Vittoria  | 32–0        | John Brown           | TKO    | 8 (12), 3:00  | 17 aprile 1999    | Indio, Stati Uniti d'America         | Mantiene il titolo IBF dei pesi leggeri.                                                                 |
| 31 | Vittoria  | 31–0        | Golden Johnson       | KO     | 7 (12), 2:59  | 9 gennaio 1999    | Pensacola, Stati Uniti d'America     | Mantiene il titolo IBF dei pesi leggeri.                                                                 |
| 30 | Vittoria  | 30–0        | Jesse James Leija    | RTD    | 9 (12), 3:00  | 14 novembre 1998  | Ledyard, Stati Uniti d'America       | Mantiene il titolo IBF dei pesi leggeri.                                                                 |
| 29 | Vittoria  | 29–0        | Eduardo Morales      | TKO    | 5 (12), 2:06  | 22 settembre 1998 | New York, Stati Uniti d'America      | Mantiene il titolo IBF dei pesi leggeri.                                                                 |
| 28 | Vittoria  | 28–0        | Wilfredo Ruiz        | KO     | 5 (12), 2:32  | 27 giugno 1998    | Filadelfia, Stati Uniti d'America    | Mantiene il titolo IBF dei pesi leggeri.                                                                 |
| 27 | Vittoria  | 27–0        | John John Molina     | TKO    | 8 (12), 2:27  | 9 maggio 1998     | Atlantic City, Stati Uniti d'America | Mantiene il titolo IBF dei pesi leggeri.                                                                 |
| 26 | Vittoria  | 26–0        | Demetrio Ceballos    | TKO    | 8 (12),2:34   | 6 febbraio 1998   | Montville, Stati Uniti d'America     | Mantiene il titolo IBF dei pesi leggeri.                                                                 |
| 25 | Vittoria  | 25–0        | Manuel Gomez         | KO     | 11 (12), 1:25 | 25 novembre 1997  | El Paso, Stati Uniti d'America       | Mantiene il titolo IBF dei pesi leggeri.                                                                 |
| 24 | Vittoria  | 24–0        | Philip Holiday       | UD     | 12            | 2 agosto 1997     | Montville, Stati Uniti d'America     | Vince il titolo IBF dei pesi leggeri.                                                                    |
| 23 | Vittoria  | 23–0        | Michael Smith        | KO     | 4 (10)        | 9 aprile 1997     | Westmont, Stati Uniti d'America      | |
| 22 | Vittoria  | 22–0        | Elias Quiroz         | KO     | 6 (10)        | 6 febbraio 1997   | Beverly Hills, Stati Uniti d'America | |
| 21 | Vittoria  | 21–0        | Joseph Murray        | TKO    | 3 (10)        | 21 dicembre 1996  | Montville, Stati Uniti d'America     | |
| 20 | Vittoria  | 20–0        | Ramon Felix          | TKO    | 1 (10)        | 1 novembre 1996   | Indio, Stati Uniti d'America         | |
| 19 | Vittoria  | 19–0        | Mike Bryan           | KO     | 1 (10)        | 23 gennaio 1996   | Biloxi, Stati Uniti d'America        | |
| 18 | Vittoria  | 18–0        | Mauricio Aceves      | KO     | 4 (10)        | 2 luglio 1995     | Anaheim, Stati Uniti d'America       | |
| 17 | Vittoria  | 17–0        | Raul Hernandez       | KO     | 2 (10)        | 12 aprile 1995    | Los Angeles, Stati Uniti d'America   | |
| 16 | Vittoria  | 16–0        | Jose Luis Madrid     | RTD    | 4 (10)        | 12 novembre 1994  | Santa Cruz, Stati Uniti d'America    | |
| 15 | Vittoria  | 15–0        | Louis Ramirez        | TKO    | 10 (10), 0:45 | 9 settembre 1994  | Los Angeles, Stati Uniti d'America   | |
| 14 | Vittoria  | 14–0        | Mauro Gutierrez      | TKO    | 9 (10), 1:10  | 6 agosto 1994     | Pomona, Stati Uniti d'America        | |
| 13 | Vittoria  | 13–0        | Narciso Valenzuela   | TKO    | 5 (10), 1:54  | 24 luglio 1994    | Los Angeles, Stati Uniti d'America   | |
| 12 | Vittoria  | 12–0        | John Bryant          | KO     | 8 (10), 0:53  | 30 giugno 1994    | Irvine, Stati Uniti d'America        | |
| 11 | Vittoria  | 11–0        | Lorenzo Garcia       | TKO    | 3 (10), 0:38  | 29 aprile 1994    | Santa Cruz, Stati Uniti d'America    | |
| 10 | Vittoria  | 10–0        | Oscar Lopez          | PTS    | 10            | 26 marzo 1994     | Pomona, Stati Uniti d'America        | |
| 9  | Vittoria  | 9–0         | Lorenzo Garcia       | KO     | 5 (10)        | 4 febbraio 1994   | Santa Cruz, Stati Uniti d'America    | |
| 8  | Vittoria  | 8–0         | Francisco Rodriguez  | KO     | 2 (8), 2:40   | 20 gennaio 1994   | Irvine, Stati Uniti d'America        | |
| 7  | Vittoria  | 7–0         | Paulino Gonzalez     | KO     | 2 (8)         | 6 dicembre 1993   | Inglewood, Stati Uniti d'America     | |
| 6  | Vittoria  | 6–0         | Juan Manuel Aranda   | KO     | 2 (8)         | 25 ottobre 1993   | Inglewood, Stati Uniti d'America     | |
| 5  | Vittoria  | 5–0         | Miguel Pena          | KO     | 2 (8), 1:40   | 27 settembre 1993 | Inglewood, Stati Uniti d'America     | |
| 4  | Vittoria  | 4–0         | Roberto Urias        | KO     | 5 (6)         | 25 agosto 1993    | Hollywood, Stati Uniti d'America     | |
| 3  | Vittoria  | 3–0         | Pey Castillo         | KO     | 1 (6), 2:25   | 21 luglio 1993    | Los Angeles, Stati Uniti d'America   | |
| 2  | Vittoria  | 2–0         | Arnulfo Villa        | KO     | 1 (6), 2:34   | 24 aprile 1993    | Inglewood, Stati Uniti d'America     | |
| 1  | Vittoria  | 1–0         | Greg Puente          | KO     | 5 (6), 1:09   | 11 febbraio 1993  | Hollywood, Stati Uniti d'America     | |